# Алиев, Кайыржан Изтелеуович
Кайыржан Изтелеуович Алиев (5 мая 1937 года — 31 декабря 2023 года) — советский и казахстанский государственный деятель, руководитель (на разных должностях) рыбной промышленности Гурьевской области на протяжении почти трех десятилетий. Почетный гражданин Балыкшинского района и Курмангазинского района Атырауской области. Почетный гражданин Атырауской области.
Внес весомый вклад в комплексное развитие рыбной отрасли Советского Союза и Республики Казахстан, в улучшение жилищно-бытовых условий работников рыбообрабатывающих предприятий и рыболовецких колхозов.

## Биография
Кайыржан Алиев родился 5 мая 1937 года в с. Кошелевка Красноярского района Астраханской области. Он шестнадцатый ребёнок в семье Алиева Изтелеу и Дины. Происходит из рода Адай Младший жуз.
В 1956 году после окончания Ганюшкинской средней школы им. Молотова (им. Ломоносова) с серебряной медалью, без вступительных экзаменов был принят в Астраханский высший технический институт рыбной промышленности и хозяйства (АстРыбВтуз), который успешно окончил в 1961 году, получив диплом по специальности инженера-механика.
1959—1961. Отделение экономики Университета марксизма-ленинизма при Астраханском горкоме КПСС.
В 1961-м году по распределению начал трудовую деятельность механиком на Чертомбайском (Шортанбайском) рыбозаводе. Затем был назначен главным механиком.
1967—1971. Директор Чертомбайского (Шортанбайского) рыбозавода. В то время это одно из крупнейших рыбных производств по Каспийскому региону, в состав которого входили рыбозавод им. Буденного, находящийся в г. Астрахани, три плавучие морские рыбоморозильные базы, восемь крупных рыбпунктов, расположенные в устье рек Кигач и Шароновка.
В 1971 году назначается главным инженером, а в 1972 году Начальником территориально-производственного управления рыбной промышленности Гурьевской области «Гурьеврыбпром». В состав управления входили Гурьевский и Баутинский рыбокомбинаты, Гурьевский, Баутинский и Чкаловский (г. Астрахань) судоремонтные заводы, управление «Мангышлакрыбхолодофлот» , Чертомбайский и Буденовский (Астрахань) рыбозаводы, Денгизская СРТС, автобаза, Морской рыбопромышленный техникум, контора МТС, СМУ и 18 рыболовецких колхозов.
В 1986 году по состоянию здоровья написал заявление об уходе.
1986—1992. Председатель рыболовецкого колхоза им. Амангельды.
1992—1999. Генеральный директор ПО «Атыраурыбпром» (ранее «Гурьеврыбпром»).
С 1999 года находился на пенсии.

## Трудовая деятельность
Каиржан Изтелеуович всю жизнь помнил наказы своих наставников, хорошо известных в Прикаспии организаторов рыбной отрасли Ф. Котельникова и А. Шапошникова, которые учили, что главным для руководителя должно быть понимание нужд, забот, тревог каждого человека. И для этого Алиев К. И. старался обеспечить для своего многотысячного коллектива максимум удобств и на работе, и в быту, и на отдыхе. И он этому наказу следовал всегда, и, как и они в своей деятельности, умел и производство держать под неослабным вниманием, и инфраструктуру поселка развивать, и об удобстве людей не забывать. Наряду с эффективным руководством территориально-производственного управления рыбной промышленности Алиев К. И. также обеспечивал за счет доходов вверенного производства и полное решение социальных проблем всех работников, в том числе ком.услуги, детсады, жилье, Дом рыбаков (с целью обеспечения культурного отдыха и развития творческого потенциала), водоснабжение, канализация, летний лагерь для детей «Пищевик», отдых работников за счет предприятия в странах ближнего и дальнего зарубежья.
Чертомбайский рыбозавод
Под его руководством завершено строительство и ввод в эксплуатацию в 1961—1963 гг. центральной дизельной электростанции, которая полностью обеспечивала электроэнергией не только потребности самого рыбозавода и поселка Шортанбай, но и позволила снабжать электроэнергией колхозы им. Панфилова, «Жас-Талап», «Память Ильича» и совхоз им. Курмангазы, расположенные на расстоянии от 3 до 12 км от завода.
По итогам Всесоюзного соцсоревнования в 1965—1971 годах коллектив завода неоднократно завоевывает Переходящее Красное знамя и первые денежные премии Минрыбхоза СССР и ЦК профсоюза рабочих рыбного хозяйства, ВРПО «КаспРыба» и Гурьевского территориально-производственного управления рыбной промышленности и Обкома профсоюза. За достигнутые большие успехи Постановлением Правительств Казахской ССР в 1966 году заводу присваивается имя XXIII съезда КПСС и завод впредь стал именоваться «Чертомбайским рыбозаводом имени XXIII съезда КПСС».
ПО «Гурьеврыбпром»
Модернизация приемно-транспортного и добывающего флота, осуществление ежегодных мелиоративных работ, реконструкция цехов и участков Баутинского и Гурьевского рыбокомбинатов, Чертомбайского (Шортанбайского) рыбозавода и в рыболовецких колхозах области. Был прорыт Ганюшкинский рыбоходный канал протяженностью более 124 км, по реке Шароновка от Чертомбайского (Шортанбайского) рыбозавода до Каспийского моря.
В поселке Балыкши с его приходом на пост руководителя были полностью ликвидированы дома барачного типа, а их жители переведены в многоэтажные дома со всеми удобствами. Были построены Дворец рыбаков, общежитие для учащихся рыбопромышленного техникума, напорный канализационный коллектор.
По итогам Всесоюзного соцсоревнования только за 1974, 1975 и 1979 годы коллектив Гурьевского Рыбоконсервного комбината им. В. И. Ленина трижды награждался Переходящим Красным Знаменем ЦК КПСС, Совета Министров СССР, ВЦСПС и ЦК ВЛКСМ и первой денежной премией. За высокие показатели в выполнение заданий 9-й и 10-й пятилеток Гурьевский рыбокомбинат им. В. И. Ленина занесен в Золотую Книгу Почета Казахской ССР.
Колхоз им. Амангельды
В колхозе имени Амангельды за годы его председательства появились высоковольтные ЛЭП, целая улица домов для новоселов из числа молодежи, новое здание детсада, открылась музыкальная школа, расширили здание средней школы. Благодаря открытию швейного цеха, цеха жарки лука для консервного цеха комбината был решен вопрос занятости людей.

## Общественная деятельность
Начиная с 1972 года член Гурьевского Обкома Компартии Казахстана, депутат Балыкшинского[уточнить] и Областного Совета депутатов трудящихся всех созывов. Был депутатом областного маслихата и председателем постоянной комиссии по плану, бюджету и финансам. Начиная с 1972 года в течение 15 лет был членом бюро Балыкшинского райкома партии.
Избирался делегатом съездов ЦК Компартии Казахстана.

## Семья
Жена — Жанзия Уалиевна, дети Кабылжан, Аэлита, Зауреш, Сабыржан, шестнадцать внуков и шесть правнуков.

## Награды
Награждён орденами и медалями, многочисленными почетными грамотами ЦК ВЛКСМ, Минрыбхоза СССР и ЦК профсоюза, Гурьевского Обкома и Облисполкома и ВРПО «КаспРыба». В их числе ордена «Трудового Красного Знамени», «Знак Почета», «Еңбек Данқы» — I степени, «Курмет», медали «За доблестный труд. В ознаменование 100-летия рождения В. И. Ленина», «Ветеран рыбного хозяйства», «Ветеран труда», «10 лет Астане», «20 лет Независимости Республики Казахстан», «25 лет независимости Республики Казахстан», «30 лет организации ветеранов Республики Казахстан», «60-летие освобождения Украины от фашистских захватчиков», почетные знаки «Заслуженный работник промышленности Республики Казахстан», «Қайсар» — II степени, «60 лет Казахской ССР», «Казахстан Маслихатына 20 жыл»
Почетный знак и свидетельство от 28.04.1997 г. «Почетный гражданин Балыкшинского района»
Почетный знак и свидетельство № 1 от 07.05.1997 г. «Почетный гражданин Курмагазинского района»
Почетный знак и свидетельство № 28 от 03.12.2010 г. «Почетный гражданин Атырауской области»

## Публикации
Алиев К. «Под путеводной рыбацкой звездой» / Атырау-Акпарат, 2013